# Kontyos gyümölcsgalamb
A kontyos gyümölcsgalamb (Lopholaimus antarcticus) a madarak osztályának galambalakúak (Columbiformes) rendjébe és a galambfélék (Columbidae) családjába tartozó Lopholaimus nem egyetlen faja.

## Előfordulása
Ausztrália keleti részén honos. Esőerdők lombkoronaszintjének lakója.

## Megjelenése
Testhossza 43 centiméter. Fején hosszú, lelógó kontyot visel. Narancssárga szemgyűrűje és hosszú szárnya van. Rövid csűd és erős ujjak segítik az ágakon való kapaszkodásban.

## Életmódja
Csoportosan keresgéli magvakból és gyümölcsökből álló táplálékát. Ügyesen kapaszkodik és mozog a lombok között.

## Szaporodása
Szaporodási ideje augusztustól decemberig tart. Magas fákra készíti fészkét, gallyak felhasználásával. Fészekalja egyetlen tojásból áll, melyet mindkét nem költ 24 napon keresztül. A fiókák fészekben töltött ideje a kikelés után 24 nap.